# Quickborn-Arbeitskreis
Der Quickborn-Arbeitskreis ist als Mitgliedsverband im Bund der Deutschen Katholischen Jugend Teil der katholischen Jugendbewegung und arbeitet eng mit der Quickborn-Älterengemeinschaft zusammen. Er ist aus dem Quickborn des frühen 20. Jahrhunderts, dem katholischen Teil der frühen Jugendbewegung in Deutschland und Österreich, hervorgegangen.

## Selbstverständnis

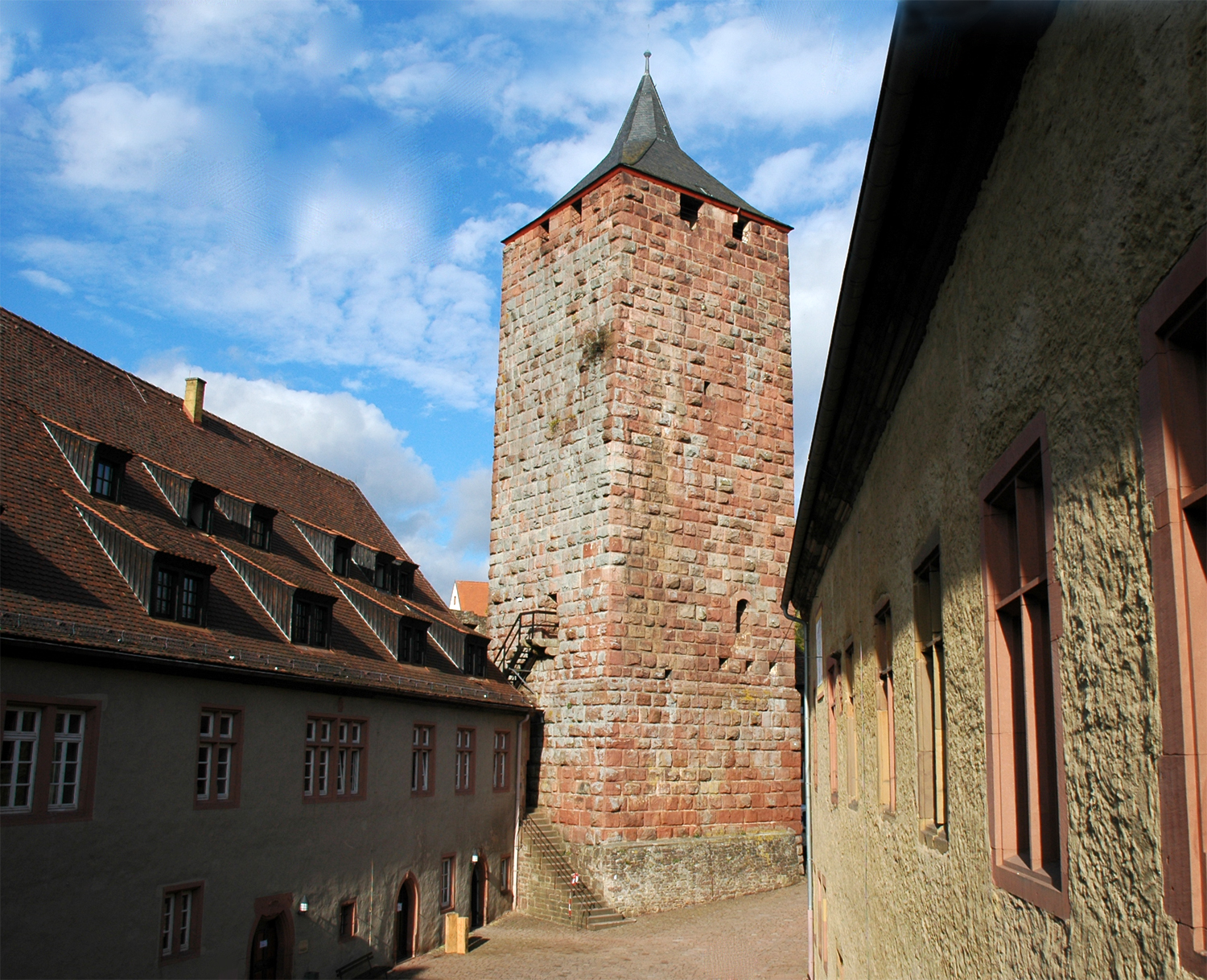
Burg Rothenfels am Main, zentrale Tagungsstätte des Quickborn: Blick in den inneren Burghof

Die Mitglieder des Quickborn-Arbeitskreises leben nicht nach schriftlich festgelegten Grundsätzen. Sie fühlen sich in dem Bemühen, Antworten auf Fragen zu Gegenwart und Zukunft zu finden, untereinander verbunden.
Aus der Tradition der Jugendbewegung heraus strebt der Arbeitskreis Quickborn nach Offenheit gegenüber allen Bereichen des menschlichen Lebens, nach Einfachheit und Wahrhaftigkeit. Die Mitglieder wollen aus der Erkenntnis leben, dass zum freien Menschensein die Gemeinschaft gehört.
Formal nicht festgelegt ist der Sachverhalt, dass auch im Quickborn der Nachkriegszeit die Pflege des Volksliedes eine große Rolle spielte. Volkslieder wurden bei allen Treffen gesungen, sowohl auf Gau-Ebene als auch bei Treffen des Bundes. Gelegentlich spielten Übung und Präsentation von Volksliedern auch eine zentrale Rolle. Für Mitglieder, die häufig die Singekreise leiteten, hatte man den Begriff des Singemeisters vorgesehen (siehe auch: Deutsches Volkslied).
Mittelpunkt des Arbeitskreises sind Tagungen auf Burg Rothenfels, bei denen sich Menschen aller Altersstufen begegnen. Dabei finden Referate, Gesprächskreise, musisch-kreative Arbeitskreise und selbstgestaltete Gottesdienste statt. Während zum thematischen Teil in der Regel Referenten eingeladen werden, die die Werkwoche begleiten, werden die musisch-kreativen Angebote ausschließlich von den Teilnehmern selbst gestaltet.
Der Quickborn-Arbeitskreis ist Mitgliedsverband im Bund der Deutschen Katholischen Jugend (BDKJ) und arbeitet eng mit dem Quickborn-Älterenbund zusammen.
Bedeutende Tagungen des Quickborn auf Burg Rothenfels sind die Silvestertagung nach Weihnachten, die Himmelfahrtstagung und die Werkwoche der Älteren im August. Neben den Tagungen auf Burg Rothenfels finden auch Tagungen der Jugendlichen des Arbeitskreises auf dem Senklerhof im Schwarzwald statt. Der Senklerhof wurde von Quickbornern 1955 erworben und zu einer kleinen Tagungsstätte ausgebaut.

## Tagungen
Der Quickborn-Arbeitskreis trifft sich traditionell und regelmäßig zu Tagungen vorwiegend auf Burg Rothenfels.
- Silvestertagung (jeweils vom 28. Dezember – 4. Januar mit ca. 250 Teilnehmern aus allen Generationen)
- Frühlingstreffen des Ost-West-Kreises auf Burg Rothenfels
- Osterfreizeit der Jugendlichen in St. Benedikt (ehemals auf dem Senkler-Hof; Woche nach Ostern)(s. Weblinks)
- Himmelfahrtstagung (ehemals Tagung für junge Familien und junge Erwachsene; jeweils vom Mittwoch vor Christi Himmelfahrt bis zum darauf folgenden Sonntag)
- Herbsttreffen des Ost-West-Kreises in Zwochau bei Leipzig.

## Entstehung des Quickborn

### Aufbauphase (1909 bis 1919)
Vorstufe des Quickborn war ein Zirkel von Schülern im katholisch-bischöflichen Knabenkonvikt in Neisse, die ihre Freizeit gestalten wollten, ohne sich zu den Genussgiften Alkohol und Tabak nötigen zu lassen. Die Satzung nannte als Zweck, Kameradschaftlichkeit unter den Gymnasiasten ohne Genussgifte zu pflegen, und sah vor, dass etwa monatlich belehrende und unterhaltende Versammlungen für Mitglieder und Gäste veranstaltet wurden. Die Schüler wählten den Vorstand ihrer Vereinigung selbst, ein Oberlehrer des Gymnasiums übernahm das Protektorat.
1910 genehmigte die königlich preußische Schulverwaltung die Satzung. Sie wurde zum Vorbild für die Satzungen ähnlicher Vereinigungen, die damals an vielen anderen Orten im Deutschen Reich und in Österreich gegründet wurden. 1912 widmete sich ein Zirkel in Breslau nach dem Vorbild des Steglitzer Wandervogels besonders auch dem Wandern aufs Land. Seit 1913 gab es auch gleichartige Zirkel für Mädchen. Ebenfalls 1913 wurde von Bernhard Strehler in Neisse die katholische Volkshochschule Heimgarten gegründet.
Ab April 1913 gab Bernhard Strehler die Zeitschrift Quickborn heraus. Der Titel wurde danach auch zum Namen des gesamten Bundes. Das niederdeutsche Wort Quickborn wurde als Kurzform des neuen Wollens der jungen Menschen gesehen: Sie wollten lebendiger Quell sein, ein Beiname des Heiligen Geistes, sich lossagen von allem Abgestandenen, Unwahren, Unechten. Bis heute unklar ist, ob die Wahl des Namens mit der gleichnamigen Gedichtesammlung „Quickborn“ des Autors Klaus Groth zusammenhängt.
Angeregt von Bernhard Strehler, Klemens Neumann und Hermann Hoffmann, aber aus eigener Zustimmung, Entscheidung und Gestaltung brachte Quickborn viele Neuerungen in Gang, die heute selbstverständlich scheinen, damals aber gegen den Widerstand der herkömmlichen Autoritäten eingeführt wurden und nicht durchweg durchgesetzt werden konnten. Quickborn war Anreger und Vorreiter für viele Bestrebungen, die auch andere Zweige der Jugendbewegung und Lebensreform sich zu eigen machten (Streit um Priorität oder Urheberschaft wäre müßig, es „lag eben in der Luft“). Die Aufzählung ist lang.
- Abstinenz von Genussgiften: frei bleiben von körperlicher Abhängigkeit, Selbstbehauptung gegen Gruppenzwang.
- Selbstbestimmte Lebensgestaltung: sich würdigen Zielen und Aufgaben widmen in freudigem Ernst, in ernster Freude (Seneca: „Res severa verum gaudium“).
- Jugend ist nicht nur Vorstufe des Erwerbslebens, sondern hat als eigener Lebensabschnitt eigene Werte, eigene Ziele und eigene Freuden (Hoffmann auf dem ersten Quickborntag 1919 auf Burg Rothenfels: „Jugend hat ein Recht auf Jugend, Freiheit, Freude“).
- Bildung darf nicht nur äußeres Wissen weitergeben („Kenntnisse eintrichtern“), mehr noch hat sie redliches Wollen und innere Gewissheit zu wecken und zu stärken. Wissenschaftsschule soll mehr Erziehungsschule werden.
- Verstehen und Vertrauen zwischen Lehrern und Schülern in beiden Richtungen.
- Fähigkeiten Jugendlicher zu eigener Gestaltung anerkennen und sich entfalten lassen
  - im Leben der Gemeinschaft (Schülerselbstverwaltung, eigenverantwortliche Beteiligung an Veranstaltungen, Freizeit und Festlichkeiten).
  - in allen Künsten (Musik, bildende Kunst, Theater usw.).
  - Wahl von Gruppenführern auf Zeit („Jugend wird von Jugend geführt“).
- Neue Formen des religiösen Lebens
- Neue Liturgiegestaltung, die übrigens die Liturgiereform des Zweiten Vatikanischen Konzils wesentlich mitprägte
- Wandern als Bildungsquelle: Gemeinschaft, Natur, Heimat, Selbsterfahrung (Juvenal: „... ut sit mens sana in corpore sano“).
- Gleicher Rang für beide Geschlechter entsprechend ihrer Eigenart, z. B. Koedukation, Beteiligung an Veranstaltungen, Vorträgen, Tagungen usw.
- Sexuelle Aufklärung als Stütze und Geleit auf dem Weg zur Reife.
- In offener Diskussion ohne Verstellung Kritik und Urteil üben.

Solche Erwartungen oder Forderungen standen im Widerspruch zu nicht wenigen „Selbstverständlichkeiten“ der damaligen Autoritäten. Beispielsweise führte die Einbeziehung beider Geschlechter sogar zu einem Antrag bei der deutschen Bischofskonferenz, den Quickborn-Bund zu verbieten. Tatsächlich aber machten sich andere Vereinigungen der Jugendbewegung, der Lebensreform, der staatlichen und der privaten Schulgestaltung nicht wenige Neuerungen zu eigen, welche die Quickborn-Jugend und ihre Führer zuerst angeregt hatten.
Neue Formen für die Gestaltung des katholischen Gottesdienstes hat Romano Guardini vorgeschlagen; Quickborner bei ihren Tagungen haben sie erstmals erprobt (Liturgische Bewegung). Auch die beiden, Guardini sehr nahe stehenden Persönlichkeiten der Jugendbewegung, Heinrich Kahlefeld und der geistige Führer der Normannsteiner Alfons Maria Lins sind in diesem Zusammenhang zu nennen. Einige dieser neuen Formen wurden in die Beschlüsse des Vatikanischen Konzils der Sechzigerjahre aufgenommen.
Die Gesamtzahl der Mitglieder in örtlichen Zirkeln stieg von 1.827 (1914) auf 7.000 (1918). Grundsätzlich lehnte man zunächst eine formalisierte Organisation ab. Um gemeinsame Fragen gemeinsam besser erörtern zu können, trafen sich Mitglieder von 1914 an regional, und die örtlichen Quickborn-Gruppen schlossen sich dann doch zu Quickborn-Gauen zusammen. Schließlich bot vom 1. April 1917 an das Quickborn-Sekretariat in Rothenfels Informationen und Ratschläge für Neugründungen, Gestaltung des Gruppenlebens und Verbindung der Gruppen untereinander. Im Herbst 1917 gründeten Bernhard Strehler, Klemens Neumann und Hermann Hoffmann in Frankfurt am Main den „Verein der Quickbornfreunde e. V.“. So wurde die Zentrale der Quickbornbewegung eine rechtsfähige juristische Person. Dieser Verein kaufte im Februar 1919 vom Fürsten von Löwenstein die mittelalterliche Burg Rothenfels oberhalb der Stadt Rothenfels. Die Burg lag symbolträchtig nahe am Main, dem Strom der Mitte Deutschlands, war aber baufällig. Klemens Neumann, damals im 46. Lebensjahr, ließ sich für ein halbes Jahr von seiner Lehrtätigkeit am Lyzeum in Neisse beurlauben und setzte mit freiwilligen Helfern aus dem Quickborn die Räume in Stand, weitgehend mit eigenen Händen und aus eigener Tasche. Dank seiner Tatkraft besaß nun der Bund Quickborn als erste deutsche Jugendorganisation ein eigenes Gebäude in Gestalt dieser Burg.
Schon im August 1919 versammelten sich auf Burg Rothenfels 524 Mädchen und Jungen aus ganz Deutschland, ferner Lehrer im Laien- und im Ordensstand zum ersten allgemeinen deutschen Quickborntag. Die anwesenden Gruppen einigten sich auf gemeinsame Grundsätze, darunter:
- Bekenntnis zum katholischen Glauben
- Ablehnung von Genussgiften
- Erfahrung der Heimat beim Wandern
- Recht der Jugend auf ihren eigenen Wert und Selbstständigkeit

Die Abstinentenzirkel waren zum katholischen Wandervogel geworden.
Der Quickborn war vorangegangen, andere Gruppen folgten dem Beispiel mit je eigenen Inhalten.

### Die „bündische Zeit“ (1920 bis 1933)

#### Blüte
1920 hatte der Bund Quickborn mit etwa 8.000 Mitgliedern den Gipfel seiner Entfaltung erreicht. Er war „von unten nach oben“ organisiert in drei Ebenen:
- Örtliche Gruppen je höchstens 15 Mitglieder (Jungen oder Mädchen getrennt) wählten sich ihren Gruppenleiter/ihre Gruppenleiterin, manche hatten einen geistlichen Begleiter. Beim wöchentlichen Gruppenabend besprach man Gegenstände, die der Gruppenleiter/die Gruppenleiterin oder ein Mitglied ausgewählt hatte, es wurde viel diskutiert, man lernte Lieder und Spiele, in den Ferien und manchmal an Sonntagen ging man „auf Fahrt“ (damals in aller Regel Fahrt nur mit öffentlichen Verkehrsmitteln, vom Fahrziel aus Wanderungen zu Fuß in die nahe Umgebung, mitunter Übernachtung in einer Jugendherberge oder bei Bauern auf Stroh in der Scheune).
- Die Ortsgruppen schlossen sich zu Gauen zusammen. Die Angehörigen der Mädchengruppen wählten ihre Gauleiterin, die Mitglieder der Jungengruppen ihren Gauleiter, deren Aufgabe es war, die Arbeit der örtlichen Gruppen zu unterstützen. Der meist jährliche Gau-Tag bestand aus Vorträgen, Besprechungen, Spielen, Aufführungen und Gottesdiensten.
- Die Bundesleitung bestand aus den Gauleitern und dem „Ersten Führer“. Dieser hatte die Tätigkeiten des Bundes insgesamt zu lenken und vor der kirchlichen Obrigkeit zu verantworten. „Erster Führer“ des Bundes, zugleich „Burgvater“ auf Burg Rothenfels war von 1920 bis 1927 Bernhard Strehler. Beim „Osterthing“ 1927 gab er seine Ämter an Romano Guardini weiter. 1934 wurde wieder Strehler zum Bundesleiter gewählt, Guardini blieb „Burgvater“, bis im August 1939 der Bund verboten, die Burg enteignet wurde.

Die mittelalterliche Burg Rothenfels brauchte ständig weitere Instandsetzung und Modernisierung (Wasserleitung, Elektrizität), der Bund musste Schulden abtragen.
Hohe Geldbeiträge konnte die Bundesleitung von den überwiegend jugendlichen oder jungen Mitgliedern nicht verlangen. Noch dazu verloren durch die Geldentwertung der frühen Zwanzigerjahre Zuschüsse, die dennoch kamen, ihren Wert, während sie auf dem Postwege unterwegs waren.
Trotzdem wurden beharrlich die Räume ausgebaut für die Arbeit der Bundes-Zentrale und als Jugendherberge. Zunächst unterhielt der Bund auch einen Verlag, eine Buchhandlung, ein „Zeugamt“ (es lieferte Ausrüstung zum Wandern), sogar einen Betrieb für gärungslose Früchte-Verwertung. Diese wirtschaftliche Tätigkeit musste der Bund aber 1925 aufgeben.
Hauptsächlich war die Burg Sitz der Quickborn-Kanzlei und Heimstatt für Besuche einzelner Mitglieder, für Begegnungen und Veranstaltungen verschiedener Gruppen und die Zusammenkunft des ganzen Bundes beim Quickborn-Tag und „Bundes-Thing“. Von 1922 an trafen sich auf der Burg ältere Quickborner zu religiösen, sozialen und kulturellen „Werkwochen“. 1927 führte Guardini Begegnungen ein, bei denen Quickborner und Gäste für Karwoche und Ostern neue liturgische Formen erprobten. Dies wurde unterstützt durch die von Rudolf Schwarz (Burgarchitekt ab 1924) durchgeführten baulichen Veränderungen der Burg. In fruchtbarer Auseinandersetzung mit Romano Guardini und der Burggemeinschaft gestaltete er sowohl den Rittersaal als auch die Kapelle in anregende Räume um.
Das Leben der Gruppen, der Gaue und des Bundes erschöpfte sich nicht in romantisch gefühligem Zeitvertreib, den Schwerpunkt bildeten auf allen drei Ebenen Gespräche über Fragen der Lebensgestaltung. Man diskutierte und stritt „über Gott und die Welt“ und konnte sich keinesfalls immer einigen. Die Inhalte hatten drei Hauptbereiche:
- Organisation und innere Angelegenheiten, geltende Ordnungen und Beschlüsse darüber, Wahl des Leiters oder Leiterin.
- Verhältnis des Quickborn zu anderen Bünden der Jugendbewegung.
- Religiöse, ethische, pädagogische, psychologische und kulturelle Inhalte und politische, gesellschaftliche und wirtschaftliche Probleme.

Volljährig gewordene Mitglieder suchten die in der Jugend gewählte Lebensgestaltung in selbständiger Verantwortung „vor Gott und den Menschen“ nun in ihrem Berufsleben wirksam werden zu lassen. Sie verstanden sich nicht mehr als „Jugendbewegung“, sondern als „Kulturbewegung“. Ihre Zugehörigkeit zum Bund gestaltete sich in immer wieder wechselnden Formen. Es gab organisatorische Abspaltungen und Wiedervereinigungen mit je eigenen Programmen. Die Zeitschrift „Quickborn“ blieb einigendes Band über einer Vielfalt geistiger Richtungen.

#### Krise
1924 und 1925 beschlossen Bundesleitung und Bundesthing Grundsätze, die auch für Erwachsene Alkohol- und Tabak-Abstinenz verbindlich machen sollten, „deren Ablehnung bedeutet Bruch mit dem Bund“. Verboten wurde auch, „den Quickborn für politische, wirtschaftliche, pädagogische, soziale, lebensreformerische Bestrebungen [...] einzusetzen.“ Diese Abkehr vom Quickborn-Grundsatz selbständiger Verantwortlichkeit veranlasste rund ein Viertel der Mitglieder zu Widerspruch und Austritt. Daraufhin wollte oder konnte die Bundesleitung nicht mehr amtieren, so dass zeitweise der Bund praktisch nicht mehr bestand. Eine neue Bundesleitung (Guardini) fand 1927 mildere Formulierungen, aber die frühere Einheit des Bundes war vertan. Manche Quickborner gingen zu anderen Vereinigungen oder gründeten eigene Kreise. Einer davon war der politisch ausgerichtete „Oktoberkreis“ mit Ida Coudenhove, Walter Dirks und Ludwig Neundörfer, Heinrich Kahlefeld, Lorenz Fischer, Kurt Jaroscheck, Waldemar Roger, Georg Volk und Romano Guardini.

### Befehdung durch die NSDAP und Verbot (1933 bis 1939)
Am 30. Januar 1933 wurde Adolf Hitler Reichskanzler, alle politischen und gesellschaftlichen Kräfte im Deutschen Reich wurden „gleichgeschaltet“ gemäß den Zielen und Grundsätzen der einzig noch erlaubten Partei, der NSDAP. Schritt für Schritt wurden Vereinigungen jeder Art Gliederungen der NSDAP angeschlossen, unterstellten sich der Führung national-sozialistischer Parteigenossen, lösten sich auf oder wurden verboten.
Um einer zwangsweisen Umgestaltung zuvorzukommen, löste auf Guardinis Rat Quickborn seinen Älteren-Bund auf und ließ den „Verein der Quickbornfreunde e. V.“ als „Verein der Freunde von Burg Rothenfels e. V.“ umbenennen. Das Quickborn-Blatt wurde als „vertrauliche Handschrift“ gedruckt. Die meisten Gaue, Kreise und Gruppen arbeiteten weiter wie bisher, nur möglichst unauffällig, z. B. indem sie ihre Begegnungen anders bezeichneten. Die Bundestreffen fanden nicht mehr auf Burg Rothenfels statt, sondern an wechselnden anderen Orten und wurden als religiöse Einkehrtage angekündigt. Aber religiöse Einkehrtage waren sie ihrem Wesen nach ja schon immer gewesen.
Dem Quickborn als katholischer Jugendorganisation bot fast bis zum Beginn des Zweiten Weltkriegs das Reichskonkordat einen gewissen Schutz unter der Bedingung, dass die Jugendarbeit erkennbar auf rein religiöse Tätigkeit beschränkt blieb. Am 16. August 1939 allerdings verfügte die zuständige Dienststelle der Gestapo auch die Auflösung der katholischen Jugendvereinigung Quickborn und des „Vereins der Freunde von Burg Rothenfels e. V.“ „einschließlich aller Neben- und Untergliederungen und angeschlossenen Vereinigungen“ und verbot jede Tätigkeit, „die den Versuch einer Fortführung dieser Organisation oder einer Neugründung mit gleichen oder ähnlichen Zielen darstellt“. Rechtsgrundlage der Maßnahme war die „Reichstagsbrandverordnung“ vom 28. Februar 1933.
Zwei Wochen später begann der Zweite Weltkrieg. Führung und Mitglieder des Quickborn hielten privat ihre persönliche Verbindung aufrecht, solange und so gut die wechselnden Schicksale von Krieg und Vertreibung das zuließen. In unterschiedlicher Weise leisteten Quickborner passiven und auch aktiven Widerstand gegen das Naziregime.

### NS-Regimekritiker
Als Regimekriteriker wurden zur Zeit des Nationalsozialismus folgende Mitglieder des Quickborn ermordet:
- Theo Hespers, geboren 12. Dezember 1903 in Mönchengladbach, dort Stadtführer des Quickborn, organisierte ab 1933 von seinem niederländischen Exil aus Widerstand gegen die Nationalsozialisten. Er gab ab 1937 die Widerstandszeitschriften „Kameradschaft, Schriften junger Deutscher“ und „Sonderinformationen deutscher Jugend“ heraus, die illegal in Deutschland und seinen Nachbarländern verteilt wurden. Im Juli 1937 gründete er in Brüssel die Jugendorganisation „Deutsche Jugendfront“, die den Kampf freiheitlich und demokratisch gesinnter junger Deutscher deutlich machte – gerade gegenüber der Hitlerjugend. In der „Kameradschaft“ veröffentlichte er im Dezember 1938 auch seine Vorstellungen von einem friedlichen, demokratischen Deutschland nach dem Krieg in einem befriedeten Europa. Nach der Okkupation der Niederlande wurde er gefasst und vom Volksgerichtshof wegen „Hoch- und Landesverrat“ zum Tode verurteilt und am 9. September 1943 in Berlin-Plötzensee erhängt.

- Gerhard Hirschfelder, geboren am 17. Februar 1907 in Glatz, am 31. Januar 1932 im Dom zu Breslau zum Priester geweiht. Unter anderem war er Diözesanjugendseelsorger für die Grafschaft Glatz. Wegen seiner offenen Worte gegen die Nazidiktatur wurde er am 1. August 1941 verhaftet und nach vier Monaten Gefängnisaufenthalt in Glatz in das Konzentrationslager Dachau gebracht, wo er am 1. August 1942 starb. Am 19. September 2010 wurde er im Dom zu Münster seliggesprochen.

- Rudolf Mandrella, Amtsgerichtrat und seit 1942 Marine-Intendanturrat, geboren am 6. März 1902 in Auschwitz. Im Kreis um den Stettiner Standortpfarrer Kaplan Herbert Simoleit schätzte er den offenen Austausch über die Situation in Nazideutschland. Er wurde von einem Spitzel als „Wortführer“ in diesem Soldatenkreis verraten. Im Mai 1943 wurde Mandrella vom Reichskriegsgericht in Dessau zum Tode verurteilt. Er starb am 3. September 1943 unter der Guillotine im Zuchthaus Brandenburg-Görden.

- Max Joseph Metzger, geboren am 3. Februar 1887 in Schopfheim (Baden). Am 5. Juli 1911 wurde er zum Priester geweiht. Nach seiner Zeit als Divisionspfarrer im 1. Weltkrieg wurde er zum Vorkämpfer für Frieden und Versöhnung. Er entwickelte 1917 ein „internationales religiöses Friedensprogramm“, das er Papst Benedikt XV. zukommen ließ. 1917 gründete den „Weltfriedensbund vom Weißen Kreuz“ und beteiligte sich 1919 an der Gründung des Friedensbundes Deutscher Katholiken. 1919 gründete Metzger in Graz die „Missionsgesellschaft vom Weißen Kreuz“, die ab 1927 „Christkönigsgesellschaft“ (Societas Christi Regis) hieß. Sein an den schwedischen lutherischen Erzbischof Eidem gerichtetes Memorandum über die Neuordnung Deutschlands nach dem Hitlerregime und die Einbindung Deutschlands in eine Weltfriedensordnung wurde verraten. Er wurde nach einem Volksgerichtshofprozess unter Roland Freisler am 14. Oktober 1943 zum Tode verurteilt. Am 17. April 1944 wurde er im Zuchthaus Brandenburg-Görden durch das Fallbeil hingerichtet.

- Bernhard Poether, geboren am 1. Januar 1906 in Datteln (Westfalen). Als Schüler am Gymnasium Paulinum in Münster schloss er sich dem Quickborn an, besuchte häufig Burg Rothenfels und nahm dort auch am 4. Deutschen Quickborntag 1922 teil. Er wurde am 17. Dezember 1932 in Münster zum Priester geweiht. Von 1936 bis 1939 war er als Kaplan in Gladbeck, dann in Bottrop tätig. Seine Schwerpunkte waren u. a. die Sorge für die polnischen Fremdarbeiter im Ruhrgebiet. Wegen seines Einsatzes für die Polen wurde er in Bottrop inhaftiert, dann 1940 in das KZ Sachsenhausen gebracht und am 10. April 1941 in das KZ Dachau überstellt. Dort starb er am 5. August 1942.

- Alfons Maria Wachsmann, geboren am 25. Januar 1896 in Berlin. Auf dem Ersten deutschen Quickborntag im August 1919 auf Rothenfels verkaufte er „Bausteine“ zur Finanzierung des Kaufs der Burg Rothenfels. Mit Romano Guardini und anderen Quickbornern war er lange Jahre eng verbunden. Wegen seines Widerstandes gegen die Nationalsozialisten wurde er im Juni 1943 verhaftet. Am 4. Dezember 1943 verurteilte der Volksgerichtshof ihn zum Tode. Roland Freisler begründete die Verurteilung u. a. folgendermaßen: „Alfons Wachsmann hat als Priester seine Kapläne und auch andere vier Kriegsjahre lang mindestens fünfzigmal am Hören des Londoner Hetzsenders teilnehmen lassen und Studenten, meist Soldaten, gegenüber unsere Wehrmachtsberichte angezweifelt, immer wieder erklärt, wir könnten den Krieg nicht gewinnen und wir wären schuld an ihm. Als Propagandist unserer Kriegsfeinde ist er also unserem kämpfenden Volk in den Rücken gefallen.“ Am 21. Februar 1944 starb Alfons Maria Wachsmann in Brandenburg-Görden unter dem Fallbeil.

## Neubeginn nach 1945

### Erste Anfänge
Am Neubeginn des Quickborn nach 1945 steht der Aufruf des Bundesleiters Heinrich Bachmann (gestorben 1946). Im Jahr 1946 trafen sich die Quickborner der Britischen Besatzungszone in Hohenlimburg. Hier entstand auch der Quickborn neu. Unterstützend wirkte die Erklärung einiger Mitglieder des Jungborn (bisher Parallel-Organisation für die Werktätigen), im Quickborn mitarbeiten zu wollen (z. B. Hein Wullenweber). Die ersten Führungspersönlichkeiten waren die Quickborner Friedrich Schlüter, Wilhelm Mogge, Thea Trimborn sowie die Jungborner Maria Mette und Karl Caspers.
In Freising, dem ersten Treffen aus den Westzonen, wurde schon 1946 das „Grundgesetz des Quickborn“ beschlossen, das 1947 auf Burg Ludwigstein überarbeitet wurde. Hier wurde Wilhelm Mogge zum Bundesleiter gewählt.
Die erste gemeinsame Bundestagung fand vom 4. bis 10. August 1947 auf Burg Ludwigstein statt, weil die Burg in Rothenfels noch von Flüchtlingen bewohnt war. Wichtige Themen der ersten Tagung waren: Neuordnung Deutschlands und Europas, soziale Not und Hilfe des Quickborn für Heimatvertriebene, Einheit der Christen, menschliche Ganzheit, Abstinenz. Ferner wollte der Bund Quickborn eine eigenständige und eigenverantwortliche Lebensbewegung bleiben „Quickborn ist eine Lebensbewegung katholischer deutscher Menschen, die in entschiedener, wahrhaftiger und nüchterner Haltung in Volk und Kirche stehen.“ So hieß es im dort beschlossenen „Grundgesetz des Quickborn“. Der Zusammenschluss von Jungborn und Quickborn wurde zudem bestätigt und das bisherige Sonnenkreuz des Quickborn als gemeinsames Logo gewählt: das Kreuz über der aufgehenden Sonne. Bundesleiter wurde Fritz Schlüter, „Bundeskanzler“ wurde Wilhelm Mogge und Geistlicher Beirat Pater Bernward Dietsche OP. Die westlichen Quickborner leisteten auch eine Art Eingliederungshilfe für ihre Mitglieder, die aus dem Osten als Flüchtlinge gekommen waren.

### Gründung des Bundes der Deutschen Katholischen Jugend (BDKJ) und die Folgen für den Quickborn
Im Quickborn gab es einen großen Widerstand gegen Bestrebungen der deutschen Bischöfe, die Jugendorganisationen grundsätzlich nach Diözesan- und Gemeinde-Grenzen zu gliedern. Gegen dieses Vorhaben tat sich besonders Romano Guardini hervor, der schon im August 1945 einen Brief an den Jugendbischof Albert Stohr (Mainz) schrieb, um sich gegen eine verordnete Einheitsjugend zu wehren. Er formulierte Gründe gegen das Einheitsdiktat. Quickborner wie der 35-jährige Breslauer Domvikar Johannes Theissing wirkten bei der Gründung des BDKJ 1947 mit und der Quickborn war von Anfang an – bis heute – Mitgliedsverband im BDKJ. „Bei Diskussionen und Abstimmungen im BDKJ über die beabsichtigte Wiederbewaffnung Deutschlands widersprachen nur der Quickborn, die Schar und der Jugendbund des Katholischen Deutschen Frauenbundes mit christlich-pazifistischen Argumenten lebhaft der übergroßen Mehrheit der Diözesanverbände und Gliedgemeinschaften, die die Wiederbewaffnung befürworteten“.
Damit war auch eine gewisse Isolierung in dem starken Verbund festgeschrieben, zumal der Quickborn die kleinste Gemeinschaft im BDKJ war. Was den Quickborn von den übrigen Gliedgemeinschaften des BDKJ unterschied:
- Die Geistlichen im Quickborn waren Beiräte – sie hatten keine Leitungsfunktionen
- Im Quickborn lebten Jungen und Mädchen zusammen – damals eine revolutionäre Regelung im katholischen Raum
- Die Arbeit im Quickborn ist – auch auf Bundesebene – ehrenamtlich
- Der Quickborn hat keine Pfarr- und Diözesangrenzen; er hat eigene und von der Amtskirche unabhängige Gliederungsformen.

Die Gliederung des Quickborn-Bundes setzte sich aus Gauen und Gruppen zusammen.

### Die Ära Burg Rothenfels

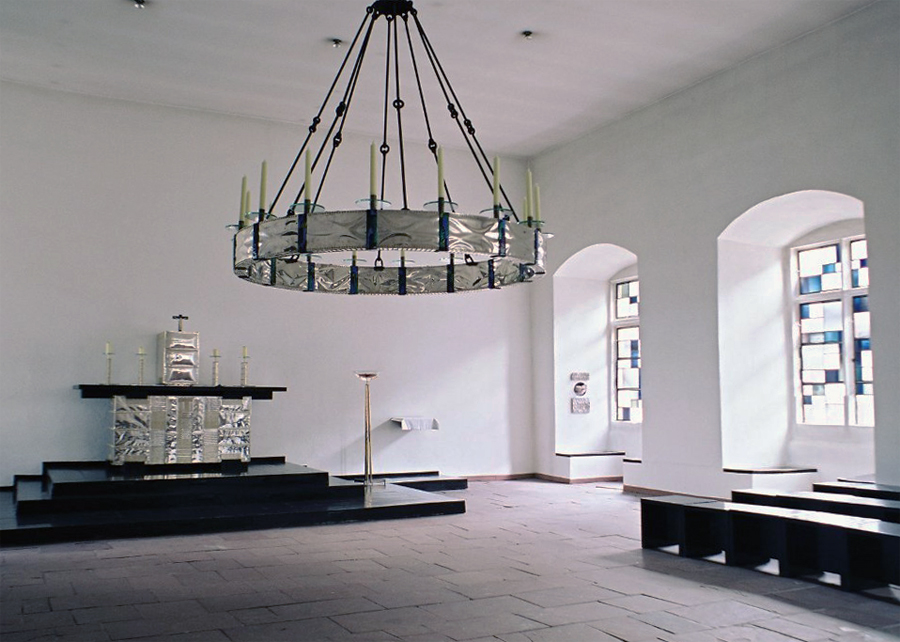
Kapelle der Burg Rothenfels

Dass die Burg Rothenfels nach der Enteignung durch die Nationalsozialisten wieder an den Quickborn zurückgegeben würde, war nicht selbstverständlich. Die deutschen Bischöfe hätten gern etwas Anderes aus dem Areal gemacht, das so malerisch über dem Main (bei Lohr) liegt. Es war u. a. Romano Guardini zu verdanken, dass der Quickborn wiederum Besitzer wurde. Er machte die Bischöfe darauf aufmerksam, dass der Verein „Quickbornfreunde“ e. V. – u. a. auch Jugendbischof Stohr – 1919 die Burg gekauft und mit viel Mühe und Engagement restauriert habe.
Am 16. April 1948 wurde denn auch die „Vereinigung der Freunde von Burg Rothenfels“ e. V. wieder eröffnet. Erster Vorsitzender war der Fabrikant aus Düsseldorf Josef Heinrich Sommer; Stellvertreter war der Quickborn-Bundesleiter Friedrich Schlüter (lange Zeit der Herausgeber des „Burgbrief“).
Zum ersten Mal nach dem Krieg fand vom 1. bis 7. August 1948 wieder ein Treffen auf der Quickborn-Burg Rothenfels (Main) statt. Auch wenn die Anreise sehr schwierig war, kamen die Quickborner aus entfernten Regionen zu „ihrer“ Burg. Hier wurde die Tradition jährlicher Werkwochen neu begründet.
1949 wurde hier das Jubiläum „40 Jahre Quickborn“ gefeiert. Weitere Tagungsorte waren die „Wieskirche“ bei Steingaden und der 1955 auf Anregung der Quickborn-Hochschulgruppe Freiburg gekaufte Senklerhof in der Gemeinde St. Märgen, Schwarzwald.
Der Quickborn gliederte sich nun in den Älterenbund, die Mittelerengemeinschaft (Mittelschicht: 20 bis 30 Jahre) mit einem Quickborn-Hochschulring und die Jungen- und Mädchengemeinschaft. Mittelschicht, Mädchen und Jungen beschlossen wegweisende Bundesordnungen und gaben mit dem „werkblatt des quickborn“ und für die Mädchen „Auf dem Wege“, für die Jungen „Das große Wagnis“ Bundeszeitschriften heraus, die dem Zusammenhalt der Gemeinschaften dienten. Die Jungen und Mädchen fühlten sich mehrheitlich an die Abstinenz gebunden: Kein Alkohol- oder Nikotingenuss. Wichtige Themen bei Werkwochen waren (laut Meinulf Barbers): Frieden, soziale und politische Fragen, Liturgie, Einheit der Christen, Erziehung und Selbstbildung. Themen des protestantischen Theologen Rudolf Bultmann (Die Entmythologisierung der Bibel) und des geächteten Jesuiten Teilhard de Chardin faszinierten auch die jungen Katholiken im Quickborn. Referent war häufig der Theologe Bruno Leuschner. Mit Pater Manfred Hörhammer engagierten sich viele Quickborner in Friedensfragen und nahmen Teil an den Internationalen Friedenswallfahrten von Pax Christi nach Chartres. Vielen – vor allem jungen – Quickbornern war die Wiederbewaffnung Deutschlands nach 1945 suspekt.

### Auflösung der bisherigen Quickborn-Gemeinschaft
Erste Auseinandersetzungen forcierte Reinhard Krämer (Rottenburg), der die „Blaue Rotte“ gegründet hatte, eine von ihm geleitete Jungengruppe. Zudem gründete er die neue Zeitschrift „Das kleine Wagnis“ (im Gegensatz zum „großen Wagnis“ des Quickborn Jungen-Bundes).
Beim BDKJ-Bundesfest 1965 gab es eine Protestveranstaltung des Quickborn-Jüngerenbundes mit Carl Amery zum Thema: „Wie weit zur nächsten Kapitulation“. Die vorausgehende Pressekonferenz wurde von Martin Stankowski (heute WDR) geleitet (Redakteur des „großen Wagnis“). Darin machte Stankowski u. a. aufmerksam auf den Druck des BDKJ, diese Veranstaltung mit Carl Amery abzusagen.
1966 gaben Mitglieder des Jüngerenbundes und der Mittelschicht den Namen „Quickborn“ auf. Einige organisierten sich im „Bund Christlicher Jugendgruppen“ (bcj/BCJ). Der BCJ arbeitete im Bund der Deutschen Katholischen Jugend (BDKJ) mit, galt aber im BDKJ als oppositionell: So nahm der BCJ – entgegen den Beschlüssen des Bundes der Deutschen Katholischen Jugend (BDKJ)-Bundesverbandes und des Deutschen Bundesjugendrings – Kontakt zur FDJ der DDR auf. Ab Mitte der 1980er Jahre löste sich der BCJ langsam auf. In den 1990er Jahren ruhte seine Mitgliedschaft im BDKJ, der dann um 2000 feststellte, dass der BCJ nicht mehr existiere. Seit wenigen Jahren treffen sich aber einige Veteranen des früheren BCJ am Rande der Rothenfelser Pfingsttagung (s. o.) auf Burg Rothenfels.

### Neuaufbau als Quickborn-Arbeitskreis (ab 1967)
Die früheren Führer der Bundesjungengemeinschaft Meinulf Barbers (von 1957 bis 1962; aus Düsseldorf) und Walter Schlicht (1962–1964, Burgwart auf Burg Rothenfels) riefen im Februar 1967 ca. 20 Quickborner zu einem Neubeginn auf. Im Juni 1967 wurde dann der „Quickborn-Arbeitskreis“ gegründet. Die Teilnehmer konnten sich auf folgende Grundsätze einigen:
- Mitverantwortung für die Arbeit von Burg Rothenfels
- Fortsetzung der Arbeit des Quickborn in zeitgemäßer Form
- Offenheit für alle Angehörigen der jüngeren Generation, die sich dem Werk der Burg verpflichtet fühlen

Am 31. Dezember 1967 wurde mit dem Quickborn-Arbeitskreis die frühere „Quickborn Jüngerengemeinschaft, Bundeskasse e. V.“ aufgelöst.
Vom 08. bis 18. September 1967 fand das vom Quickborn-Arbeitskreis und einer französischen Jugendorganisation veranstaltete Seminar „Europäische Kulturen begegnen sich“ auf Burg Rothenfels statt. Anschließend traf man sich alle zwei Jahre in Deutschland oder Frankreich – später auch in Südtirol. Zur Leipziger Herbstmesse trafen sich Freunde aus Mitteldeutschland mit dem Quickborn-Arbeitskreis. Diese halbjährigen Treffen fanden seit 1991 (im Frühjahr) auf Burg Rothenfels und (im Herbst) in Zwochau bei Leipzig statt.
Im Herbst 1967 wurde Meinulf Barbers zum Bundessprecher des Arbeitskreises gewählt. Am 28. September 1967 klärte man während eines Gesprächs mit dem BDKJ, dass der Quickborn-Arbeitskreis (wieder) Mitglied der katholischen Jugendorganisation wird. Ab der Mitte der 1970er Jahre bis heute sind die traditionellen Silvestertagungen des Quickborn-Arbeitskreises auf Burg Rothenfels gut belegt (250–300 Teilnehmer). Auch die alte Tradition der „Werkwoche für junge Leute“ begann in dieser Zeit erneut – früher das Rückgrat der Jüngeren im Quickborn. Auch auf dem Senklerhof im Schwarzwald (siehe Weblinks) wurden in den 1990er Jahren wieder Tagungen organisiert. Das untrügliche Kennzeichen des erfolgreichen Neuanfangs waren die ständig steigenden Teilnehmerzahlen bei fast allen zentralen Tagungen und Veranstaltungen auf Bundesebene. Das Bildungsprogramm der Burg Rothenfels wurde in diesen Jahren konsequent ausgebaut. Auch Gastveranstaltungen fanden statt, die nicht von Quickborn-Gruppierungen initiiert wurden. Burg Rothenfels wurde nun auch Mitglied im Bayerischen Jugendherbergswerk. Im Rahmen der Bildungsarbeit wurde die Burg Mitglied im Bayerischen Volkshochschulverband.
Im Jahr 1992 wurde der „Quickborn-Arbeitskreis e. V.“ als Rechtsträger gegründet. Vorsitzender von 1992 bis 2000 war Meinulf Barbers. Von 2000 bis 2016 war Sabine Löbbert-Sudmann die Vorsitzende, seit 2017 Felix Zacher. Die Schwerpunkte bei Tagungen sind laut Meinulf Barbers (s. Barbers 1988): Leben aus dem Glauben, Ökumene, Frieden, Umweltfragen, Erziehung und Selbstbildung.
Auch der rothenfelser Burgbrief konturen bringt wichtige Beiträge für die Mitglieder der Vereinigung der Freunde von Burg Rothenfels e. V.
Das Interesse für den Erhalt der Burg Rothenfels wuchs seit den 1970er Jahren wieder. Mehrere Mitglieder des Quickborn-Arbeitskreises hatten die Funktion des „Burgwarts“ inne. Ab 2008 wird die „Burgzeitung“ herausgegeben; beteiligt ist auch der Quickborn-Älterenbund.
An den Kirchentagen der 1980er Jahre beteiligte sich der Quickborn-Arbeitskreis wieder: Er lud zu Gottesdiensten und ökumenischen Tagungen ein – teilweise in Zusammenarbeit mit der Katholischen Studierenden Jugend (KSJ) und der Gemeinschaft Katholischer Männer und Frauen (KMF).
Zu Ostern 1984 gab es während einer Werkwoche auf der Burg Rothenfels drei Jubiläen zu feiern:
- 75 Jahre Quickborn
- 70 Jahre Spielmann
- 65 Jahre Burg Rothenfels

Der Spielmann ist ein von Klemens Neumann herausgegebenes Liederbuch. Es enthält weitgehend Volks- und Kirchenlieder, das bis in die Gegenwart viele Auflagen erlebte. Vorgänger des Spielmann war das von Klemens Neumann 1914 herausgegebene Liederbuch Quickborn-Lieder. Deshalb wurde in der Osterwoche 1984 das Jubiläum 70 Jahre gefeiert.
Am 3. Januar 2004 wurde das Selbstverständnis des Quickborn formuliert: Wir kommen aus der Tradition der Jugendbewegung. Quickborn bedeutet „Lebendiger Quell“ (…).
Zum 100-jährigen Bestehen des Quickborn erscheint das Buch Auf den Spuren des lebendigen Quells – Mosaiksteine aus 100 Jahren Quickborn. Die Burg wird kontinuierlich renoviert – 2009 mit der neuen Holzhackschnitzelheizung; auch die Küche wird erneuert.
Zum Ökumenischen Kirchentag 2010 gestaltete Burg Rothenfels gemeinsam mit den Liturgischen Instituten und der Evangelischen Kirche Tagzeitliturgien in der Dreifaltigkeitskirche in München. Burg Rothenfels engagiert sich seither auch bei Katholikentagen – wie es 2014 auch der Fall sein wird – in gemeinsam mit vielen Trägern veranstalteten ökumenischen Tageszeitenliturgien.
Im Bildungsbereich der Jugendherberge bietet die Burg ein offenes Programm an für Menschen und Gruppen, die nicht im Quickborn mitarbeiten. Auch für Musikgruppen, Chöre und Orchester gibt es Angebote.
Am 4. Juni 2017 (Pfingstsonntag) wurde auf Burg Rothenfels das 50-jährige Jubiläum des Arbeitskreises Quickborn gefeiert. Um die Jahreswende 2017/18 diskutierten ca. 300 Mitglieder des Arbeitskreises auf Burg Rothenfels über die Zukunft der Organisation.

## Bekannte Personen des Quickborn und des Quickborn-Arbeitskreises
- Rolf Ammann, 1894–1971, Vorsitzender von 1927–1939[12]
- Meinulf Barbers, * 1937; einige Male Sprecher des Quickborn oder Quickborn-Arbeitskreises; Koordinator und bedeutender Initiator des Quickborn nach 1945; Experte für die Geschichte des Quickborn
- Walter Dirks, 1901–1991
- P. Bernward Ditsche OP, 1903–1973, nach dem Krieg Bundeskaplan des Quickborn und Referent vieler Tagungen
- Heinz Fleckenstein, 1907–1995
- Ernst Fuhry, 1903–1976
- Joseph Emonds, 1898–1975
- Josefa Fischer-Erling, 1900–1994
- Ida Friederike Görres, 1901–1971
- Romano Guardini, 1885–1968, Religionsphilosoph und Theologe[13]
- Waldemar Gurian, 1902–1954
- Bernhard Hanssler, 1907–2005
- Helene Helming, 1888–1977
- Theo Hespers, 1903–1943, unter den Nationalsozialisten in Berlin-Plötzensee hingerichtet
- Gerhard Hirschfelder, 1907–1942, im Konzentrationslager Dachau gestorben; 2010 im Dom zu Münster seliggesprochen
- Ernst Hofmann, 1904–1999
- Josef Martin Hofmann, 1880–1957, ab 1919 Pfarrer in Rothenfels[14]
- Hermann Hoffmann (Theologe), 1878–1972
- P. Manfred Hörhammer, 1905–1985
- Heinrich Kahlefeld, 1903–1980
- P. Gregor Lang, 1884–1962
- Bruno Leuschner, 1914–1999, Theologe,[15] arbeitete in Schlüchtern als Lehrer; Referent bei vielen Quickborntagungen in Burg Rothenfels und in Schloßborn (Taunus) für die Region Hessen
- Paula Linhart, 1906–2012
- Rudolf Mandrella, 1902–1943, im Zuchthaus Brandenburg-Görden von den Nationalsozialisten hingerichtet
- Felix Messerschmid, 1904–1981
- Max Joseph Metzger, 1887–1944, im Zuchthaus Brandenburg-Görden von den Nationalsozialisten hingerichtet
- Klemens Neumann, 1873–1926
- Ludwig Neundörfer, 1901–1975
- Karl Rahner, 1904–1984, Theologe[16]
- Walter Schlicht, 1962–1964, Burgwart auf Burg Rothenfels, Organisator von Tagungen, Zeltlagern für Kinder und Jugendliche sowie Treffen in der Region Niederrhein; fungierte häufig als „Singemeister“ während der Tagungen; lebt in Xanten
- Rudolf Schwarz, 1897–1961, bekannter Baumeister vieler Kirchen im 20. Jahrhundert
- Martin Stankowski, * 1944 in Meschede; in den 1960er Jahren Herausgeber der Zeitschrift Das große Wagnis des Quickborn-Jüngerenbundes, später Publizist, Kritiker, Rundfunkautor (WDR), Geschichtenerzähler, Fremdenführer und Kabarettist (Köln)
- Franz Stock, 1904–1948
- Bernhard Strehler, 1872–1945
- Ernst Tewes, 1908–1998
- Klemens Tilmann, 1904–1984
- Georg Volk, 1898–1986
- Hermann Volk, 1903–1988, Kardinal von Mainz
- Alfons Maria Wachsmann, 1896–1944, im Zuchthaus Brandenburg-Görden von den Nationalsozialisten hingerichtet